# Galecyon
Galecyon — викопний рід гієнодонтів, які жили під час раннього еоцену в Європі та Північній Америці.

## Опис
Галакіон мав міцні ікла і короткі глибокі щелепи. До 2015 року про його посткраніальний скелет було мало відомо. Однак, після відкриття більш повних скам'янілостей, тепер відомо, що це була переважно наземна тварина вагою від 5,2 до 7,9 кг, не володіючи пристосуваннями для лазіння, знайденими у деяких близьких родичів.